# Naisten SM-sarja 2009/10
Die Saison 2009/10 war die 28. Austragung der höchsten finnischen Fraueneishockeyliga, der Naisten SM-sarja. Die Ligadurchführung erfolgt durch den finnischen Eishockeybund Suomen Jääkiekkoliitto. SM ist eine Abkürzung für suomenmestaruus (deutsch: Finnische Meisterschaft).

## Modus
Zunächst spielten alle Mannschaften eine einfache Runde mit Hin- und Rückspiel. Die letzten drei Mannschaften dieser Vorrunde nahmen an der Relegation mit drei Vertretern der zweithöchsten Liga teil. Die besten Sechs spielten eine weitere einfache Runde untereinander. Die beiden Besten der Finalrunde erreichten direkt das Halbfinale, die anderen vier spielten untereinander die zwei weiteren Halbfinalplätze aus. Die Play-offs wurden im Modus Best-of-Five durchgeführt. Um den Platz 3 gab es lediglich ein Spiel.

## Vorrunde
Die Vorrunde wurde mit allen Teilnehmern in einer einfachen Hin- und Rückrunde ausgetragen. Die Mannschaften auf den ersten sechs Plätzen qualifizierten sich für die Finalrunde. Die letzten drei mussten um den Klassenerhalt in der Relegation kämpfen.
| Platz | Name                    | Spiele | S3 | S2 | N1 | N0 | Punkte | Tore   |
| ----- | ----------------------- | ------ | -- | -- | -- | -- | ------ | ------ |
| 1.    | Tampereen Ilves         | 14     | 12 | 0  | 0  | 2  | 36     | 112:19 |
| 2.    | Hämeenlinnan Pallokerho | 14     | 11 | 1  | 1  | 1  | 36     | 80:18  |
| 3.    | Espoo Blues             | 14     | 9  | 2  | 1  | 2  | 32     | 81:28  |
| 4.    | Kärpät Oulu             | 14     | 8  | 1  | 1  | 4  | 27     | 76:28  |
| 5.    | LoKV Lohja              | 14     | 5  | 0  | 1  | 8  | 16     | 39:70  |
| 6.    | Salo HT                 | 14     | 5  | 0  | 0  | 9  | 15     | 23:59  |
| 7.    | JYP Jyväskylä           | 14     | 2  | 0  | 0  | 12 | 6      | 21:82  |
| 8.    | APV Kuortane            | 14     | 0  | 0  | 0  | 14 | 0      | 11:139 |

## Relegation
In der Relegation traten die beiden letzten der Naisten SM-sarja gegen die drei ersten der Divisioona in einer doppelten Hin- und Rückrunde an.
Im Ergebnis stieg KalPa Kuopio in die höchste finnische Fraueneishockeyliga auf, JYP Jyväskylä und APV Kuortane hielten die Klasse.
| Platz | Name          | Spiele | S3 | S2 | N1 | N0 | Punkte | Tore  |
| ----- | ------------- | ------ | -- | -- | -- | -- | ------ | ----- |
| 1.    | KalPa Kuopio  | 16     | 11 | 2  | 2  | 1  | 39     | 75:35 |
| 2.    | JYP Jyväskylä | 16     | 11 | 2  | 1  | 2  | 38     | 67:27 |
| 3.    | APV Kuortane  | 16     | 8  | 0  | 2  | 6  | 26     | 52:55 |
| 4.    | EKS Espoo     | 16     | 2  | 2  | 0  | 12 | 10     | 34:64 |
| 5.    | OuHu Oulainen | 16     | 2  | 0  | 1  | 13 | 7      | 28:75 |

## Hauptrunde
In der Hauptrunde wurde die Reihenfolge der Plätze für die beiden Gruppen ausgespielt, in denen die Halbfinalisten ermittelt wurden. Die Ergebnisse der Vorrunde wurden dabei mitgenommen. Es wurde eine 1,5-Runde, also 15 Spiele pro Mannschaft, gespielt.

### Kumulierte Gesamttabelle
| Platz | Name                    | Spiele | S3 | S2 | N1 | N0 | Punkte | Tore    |
| ----- | ----------------------- | ------ | -- | -- | -- | -- | ------ | ------- |
| 1.    | Hämeenlinnan Pallokerho | 29     | 24 | 3  | 1  | 1  | 79     | 164:035 |
| 2.    | Tampereen Ilves         | 29     | 24 | 0  | 0  | 5  | 59     | 186:046 |
| 3.    | Espoo Blues             | 29     | 17 | 3  | 1  | 8  | 58     | 127:066 |
| 4.    | Kärpät Oulu             | 29     | 14 | 1  | 4  | 10 | 48     | 113:076 |
| 5.    | Salo HT                 | 29     | 7  | 0  | 0  | 22 | 21     | 038:122 |
| 6.    | LoKV Lohja              | 29     | 6  | 0  | 1  | 22 | 19     | 062:156 |

### Topscorer
| Spielerin         | Klub   | Tore | Vorlagen | Punkte |
| ----------------- | ------ | ---- | -------- | ------ |
| Linda Välimäki    | Ilves  | 42   | 35       | 77     |
| Satu Niinimäki    | Ilves  | 26   | 32       | 58     |
| Riikka Noronen    | HPK    | 21   | 27       | 48     |
| Anne Helin        | Kärpät | 28   | 19       | 47     |
| Kati Kovalainen   | HPK    | 18   | 28       | 46     |
| Jenni Hiirikoski  | Ilves  | 4    | 39       | 43     |
| Jenni Pitkänen    | Kärpät | 22   | 19       | 41     |
| Marjo Voutilainen | Blues  | 22   | 17       | 39     |
| Christine Posa    | Blues  | 21   | 18       | 39     |
| Katja Riipi       | HPK    | 17   | 22       | 39     |

## Play-offs

### Viertelfinale
Die Viertelfinalspiele am 3., 6. und 7. März 2010 wurden in zwei Gruppen ausgetragen. Die Mannschaften auf den Plätzen 1 und 2 spielten anschließend über Kreuz im Halbfinale.

#### Gruppe A
| Platz                         | Mannschaft                    | Spiele                        | Siege                         | Unent.                        | Niederl. | Tore            | Punkte          |
| 1.                            | Hämeenlinnan Pallokerho       | 2                             | 2                             | 0                             | 0        | 13:1            | 6               |
| 2.                            | Kärpät Oulu                   | 2                             | 1                             | 0                             | 1        | 3:6             | 3               |
| 3.                            | Salo HT                       | 2                             | 0                             | 0                             | 2        | 1:10            | 0               |
| HPK Hämeenlinna - Kärpät Oulu | HPK Hämeenlinna - Kärpät Oulu | HPK Hämeenlinna - Kärpät Oulu | HPK Hämeenlinna - Kärpät Oulu | HPK Hämeenlinna - Kärpät Oulu | 6:0      | (3:0, 2:0, 1:0) | (3:0, 2:0, 1:0) |
| Salo HT - HPK Hämeenlinna     | Salo HT - HPK Hämeenlinna     | Salo HT - HPK Hämeenlinna     | Salo HT - HPK Hämeenlinna     | Salo HT - HPK Hämeenlinna     | 1:7      | (1:3, 0:2, 0:2) | (1:3, 0:2, 0:2) |
| Kärpät Oulu - Salo HT         | Kärpät Oulu - Salo HT         | Kärpät Oulu - Salo HT         | Kärpät Oulu - Salo HT         | Kärpät Oulu - Salo HT         | 3:0      | (1:0, 1:0, 1:0) | (1:0, 1:0, 1:0) |

#### Gruppe B
| Platz                       | Mannschaft                  | Spiele                      | Siege                       | Unent.                      | Niederl. | Tore            | Punkte          |
| 1.                          | Tampereen Ilves             | 2                           | 2                           | 0                           | 0        | 11:3            | 6               |
| 2.                          | Espoo Blues                 | 2                           | 1                           | 0                           | 1        | 5:7             | 3               |
| 3.                          | LoKV Lohja                  | 2                           | 0                           | 0                           | 2        | 5:11            | 0               |
| Blues Espoo - LoKV Lohja    | Blues Espoo - LoKV Lohja    | Blues Espoo - LoKV Lohja    | Blues Espoo - LoKV Lohja    | Blues Espoo - LoKV Lohja    | 4:3      | (1:2, 0:0, 3:1) | (1:2, 0:0, 3:1) |
| LoKV Lohja - Ilves Tampere  | LoKV Lohja - Ilves Tampere  | LoKV Lohja - Ilves Tampere  | LoKV Lohja - Ilves Tampere  | LoKV Lohja - Ilves Tampere  | 2:7      | (1:3, 1:1, 0:3) | (1:3, 1:1, 0:3) |
| Ilves Tampere - Blues Espoo | Ilves Tampere - Blues Espoo | Ilves Tampere - Blues Espoo | Ilves Tampere - Blues Espoo | Ilves Tampere - Blues Espoo | 4:1      | (1:1, 2:0, 1:0) | (1:1, 2:0, 1:0) |

### Halbfinale
Die Spiele des Halbfinales fanden am 9., 10., 16., 18. und 20. März 2010 im Modus Best-of-Five statt.
|                               | Serie | 1                   | 2                   | 3                                            | 4                                 | 5                   |
| ----------------------------- | ----- | ------------------- | ------------------- | -------------------------------------------- | --------------------------------- | ------------------- |
| HPK Hämeenlinna – Espoo Blues | 2:3   | 4:1 (0:1, 1:0, 3:0) | 0:1 (0:0, 0:1, 0:0) | 0:1 n. V. (0:0, 0:0, 0:0, 0:1)               | 4:2 (1:1, 2:0, 1:1)               | 1:4 (0:2, 1:2, 0:0) |
| Ilves Tampere – Kärpät Oulu   | 3:1   | 5:2 (1:2, 2:0, 2:0) | 6:1 (2:1, 4:0, 0:0) | 2:3 n. V. (0:1, 1:0, 1:1, 0:1) 13. März 2010 | 3:1 (2:0, 0:1, 1:0) 14. März 2010 | –                   |

### Spiel um Platz 3
Um den 3. Platz wurde lediglich ein Spiel am 6. April 2010 ausgetragen.
| 6. April 2010 19:15 Uhr | HPK Hämeenlinna Riikka Noronen (17:32) Eveliina Similä (30:02) Eveliina Similä (48:51) Sanna Lankosaari (50:45) Nora Liikanen (59:42) | 5:2 (1:2, 1:0, 3:0) | Kärpät Oulu Riikka Lahtela (1:05) Anne Helin (9:57) | Harjoitushalli, Hämeenlinna Zuschauer: 392 |

### Finale
Die Finalserie im Modus Best-of-Five ging über fünf Spiele und wurde am 23., 27., 28., 31. März und 3. April 2010 ausgetragen. Nach zwei Siegen hatte Espoo drei Chancen zum Finalsieg, verlor jedoch drei Spiele in Folge. Allein vier Spiele der Serie wurden in der Verlängerung entschieden. Das entscheidende Tor im letzten Spiel schoss Linda Välimäki erst in der 77. Minute.
|                             | Serie | 1                              | 2                              | 3                              | 4                   | 5                              |
| --------------------------- | ----- | ------------------------------ | ------------------------------ | ------------------------------ | ------------------- | ------------------------------ |
| Ilves Tampere – Espoo Blues | 3:2   | 1:2 n. V. (0:0, 1:0, 0:1, 0:1) | 2:3 n. V. (1:0, 0:1, 1:1, 0:1) | 2:1 n. V. (1:0, 0:1, 0:0, 1:0) | 5:1 (1:0, 1:0, 3:1) | 3:2 n. V. (0:0, 1:1, 1:1, 1:0) |

### Beste Scorerinnen
Abkürzungen:  Sp = Spiele, T = Tore, V = Assists, Pkt = Punkte, SM = Strafminuten; Fett:  Ligabestwert
| Spielerin         | Klub  | Sp | T | V  | Pkt | SM |
| ----------------- | ----- | -- | - | -- | --- | -- |
| Linda Välimäki    | Ilves | 11 | 6 | 13 | 19  | 6  |
| Kati Kovalainen   | HPK   | 8  | 5 | 9  | 14  | 6  |
| Katja Riipi       | HPK   | 8  | 6 | 5  | 11  | 4  |
| Satu Niinimäki    | Ilves | 11 | 6 | 5  | 11  | 8  |
| Jenni Hiirikoski  | Ilves | 11 | 4 | 7  | 11  | 4  |
| Emma Terho        | Blues | 12 | 2 | 9  | 11  | 12 |
| Marjo Voutilainen | Blues | 12 | 4 | 6  | 10  | 4  |
| Steffi Gustavsen  | Ilves | 11 | 5 | 3  | 8   | 8  |
| Tiia Reima        | Blues | 11 | 4 | 4  | 8   | 10 |
| Eveliina Similä   | HPK   | 8  | 3 | 5  | 8   | 4  |

### Auszeichnungen
- Spielerin des Jahres: Jenni Hiirikoski (Ilves)